# Wal Handley
Walter Leslie Handley, född 5 april 1902 i Aston, Birmingham, död 15 november 1941, var en engelsk motorcykelförare.
Handley, som var innehavare av en motorcykelfirma i Birmingham, var på flera motorcykelmärken från åren omkring 1925 till mitten av 1930-talet en av Englands mest framgångsrika förare. Han segrade fyra gånger i Englands TT, i Junior och Ultralightweight TT 1925 på Rex-Acme-Blackburne, i Lightweight TT 1927 på samma märke och i Senior TT 1930 på Rudge-Whitworth. Bland hans segrar på kontinenten märks B- och C-klasserna i Europas GP 1928, A-klassen i Hollands TT och B-klassen i Tysklands GP 1929, samtliga på Motosacoche, A-klassen i Belgiens GP 1933 på Moto Guzzi och C-klassen 1934 på Norton, Schweiz GP på Moto Guzzi 1933, Ulster GP:s B-klass 1931 på Norton samt 1933 och 1935 på Velocette. Sistnämnda år gällde tävlingen Europas GP. Han omkom vid en flygolycka 1941.